# Mangalarga Paulista
Mangalarga Paulista är en hästras som härstammar från Brasilien. Rasen är nära besläktad med Mangalarga marchador och uppstod som en förgrening av denna när en rad olika förbättringar och utavel skedde med Mangalargan. 

## Historia
De båda Mangalarga-rasernas historia börjar med Francisco Gabriel Junqueira, en baron i Brasilien efter kolonitiden. Genom spanjorerna hade Francisco fått en större hjord med Berberhästar och spanska hästar. Hans stolthet var en hingst av rasen Alter-real. Han bestämde sig för att avla på hingsten och hjorden med olika iberiska hästar som han hade på sin ranch. De bästa avkommorna sålde han till en vän som hade en farm utanför Rio de Janeiro. Farmen hette Mangalarga. Avkommorna tränade han sedan för att sälja inne i Rio de Janeiro och folk fastnade för hästarna som de började kalla Mangalargas. 
Många uppfödare som blev intresserade av lagen var noggranna med att behålla den standard som Francisco Gabriel Junqueira hade satt för sina hästar och ända fram till 1910 följde man strikt de gamla reglerna. Men när Junqueira-familjen flyttade till São Paulo, krävde den nya miljön ett annat slags häst. 1934 bildades föreningen The Mangalarga Breeders Association i São Paulo. De uppfödarna som startade föreningen hade målet att förbättra rasen, för att få en häst mer anpassad till den nya miljön och även för det konstant ökande intresset för rena sporthästar. Många raser både från USA och Europa testades på Mangalarga-hästarna, bland annat engelska fullblod, Morganhästar, Lusitanohästar, American saddlebredhästar, Angloaraber och Trakehnare. För att behålla kvaliteten på den extra gångarten blandade man in travhästar och Hackneyhästar i mangalarga-hästarna. För att ytterligare få upp uthålligheten och för att ge hästen ett ädlare utseende, utavlades hästarna med arabiska fullblod. 
Många uppfödare protesterade mot förändringarna, mycket på grund av att den unika Marcha-gångarten hade försvunnit från de nya hästarna, och 1938 startade de en egen gren av föreningen, The Mangalarga Marchador Association. De ville ha kvar baron Franciscos idéer och linjer och de nya utblandade hästarna fick istället namnet Paulista medan de utan inblandning fick tillägget Marchador. De två hästarna fick egna stamböcker och register och räknades inte längre som samma ras, utan Mangalarga Paulista-hästarna fick status som egen ras.

## Egenskaper
Mangalarga Paulistan har utvecklats till en helt egen ras som skiljer sig mycket från de ursprungliga Mangalarga-hästarna. Det spanska inflytandet är inte lika tydligt och den extra gångarten marcha är väldigt ovanlig hos Paulista-hästarna. Paulistahästarna är oftast lättare i typen och nacken är rak, istället för lätt böjd.  
Exteriören är atletisk med smala, ädla linjer och huvudet är finskuret med rak nosprofil. Paulistan har utmärkta förmågor inom ridsporten och inflytandet av travhästar och körhästar har givit fina och felfria rörelser. Ryggen är kortare men väl musklad och stark.